# Companhia dos guias de Chamonix
A Companhia dos guias de Chamonix (em francês:  Compagnie des guides de Chamonix) é um organismo que grupa 200 profissionais da montanha (guias de montanha e acompanhadores), e que tem por vocação principal acompanhar os clientes por um  guia de alta montanha, nomeadamente no maciço do Monte Branco.

## Criação
Fundada em 1821, o que a faz a mais antiga companhia dos guias de alta montanha do mundo, foi criada por deliberação municipal  com o objectivo de criar um forro para ajudar as famílias dos guias desaparecidos.
A expedição ao Monte Branco do doutor Hammel em 1820 e que havia custado a vida a  três guias, está certamente na base da criação da companhia.

## História
Nessa altura a Saboia está sobre a autoridade do rei da Sardenha, Sua majestade Carlos Félix da Sardenha que a aprovou a  9 de Maio de  1823 na câmara dos deputados de Turim. Só em 1863 quando a Saboia passa para administração francesa é que a companhia se torna uma sociedade mutual de socorros.
O primeiro estrangeiro - não de Chamonix - admitido na sociedade é Roger Frison-Roche em 1930
A Festa dos guias tem lugar desde 1924 a 15 de Agosto, com a tradicional  bênção das cordas e piolets .